# 何塞·纳波莱昂·杜阿尔特
何塞·纳波莱昂·杜阿尔特·富恩特斯(José Napoleón Duarte Fuentes，1925年11月23日—1990年2月23日) 从1984年到1989年之間擔任萨尔瓦多总统。在1979年政变率领军民革命军政府接管政权，1980年至1982年任革命军政府主席。
1960年创建基督教民主党(PDC)，1979年10月15日革命军政府(JRG)控制了萨尔瓦多开始了全面内战，杜阿尔特于1980年3月3日返回萨尔瓦多，加入军政府，任外交部长。1980年12月22日他成为国家元首和军政府首脑。在1984年总统选举，杜阿尔特排名第一，获43.4%的选票，在5月6日第二轮选举，他获得53.6%的选票，击败民族主义共和联盟(ARENA)候选人罗伯托·达布松。6月1日就职。
| 前任： 阿尔瓦罗·阿尔弗雷多·马加尼亚·博尔哈 | 萨尔瓦多总统 1984年—1989年 | 繼任： 阿尔弗雷多·克里斯蒂亚尼 |